# Tahar Bekri
Pour les articles homonymes, voir Bakri.
Tahar Bekri (arabe : طاهر البكري), né le 7 juillet 1951 à Gabès, est un poète, essayiste et critique littéraire tunisien de langues française et arabe.
Auteur d'une trentaine d'ouvrages, sa poésie, saluée par la critique, est traduite en plusieurs langues, notamment le russe, l'anglais, l'italien, l'espagnol, le turc, etc. Elle est aussi l'objet de nombreux travaux universitaires et de création artistique.
Tahar Bekri est considéré comme l'une des voix importantes de cette région et est un spécialiste de la littérature maghrébine.

## Biographie
Tahar Bekri naît à Gabès, ville portuaire sur la mer Méditerranée en Tunisie, le 7 juillet 1951. Il parle l'arabe dialectal tunisien à la maison. En 1956, année de la déclaration de l'indépendance de la Tunisie, il entre à l'école franco-arabe. Ses professeurs sont tunisiens et français et, à six ans, il apprend à écrire de gauche à droite pour le français et de droite à gauche pour l'arabe littéral dit classique. Très jeune, il adore lire tout ce qu'il trouve et peut comprendre dans les deux langues. La mort de sa mère le pousse vers l'écriture et il compose ses premiers poèmes. Comme il change souvent d'école, il ne peut s'intégrer à vie sociale enfantine et cela devient pour lui une autre raison pour son entrée dans l'écriture.
Ses études primaires terminées, il entre au lycée de garçons de Sfax. À la fin de ses études secondaires, il obtient son baccalauréat français en littérature moderne. En 1970, il s'inscrit à la faculté des lettres et des sciences humaines de Tunis. Parallèlement à ses études, il fréquente les clubs littéraires, les auteurs en devenir et les controversistes, et devient activiste,. Ses idées politiques sont influencées par la lecture de grands poètes militants comme l'Irakien Badr Shakir al-Sayyab, le Chilien Pablo Neruda et le jeune poète tunisien Abou el Kacem Chebbi. Après avoir pris part à des manifestations réclamant plus de justice et de démocratie sous le régime du président Habib Bourguiba, il est arrêté une première fois en 1972. Il est libéré puis arrêté à nouveau en 1975, lorsqu'il est condamné à un an de détention. Il est détenu à la prison de Borj Erroumi, lieu où plusieurs militants politiques sont incarcérés et torturés. À sa sortie de prison, contraint à l'exil politique, Tahar Bekri quitte la Tunisie en 1976 et se rend à Paris qui devient son port d'attache et son refuge.
Il fait son doctorat en littérature comparée à la Sorbonne avec comme sujet de thèse le poète algérien Malek Haddad. Il devient maître de conférences honoraire à l'université Paris-Nanterre. Il y enseigne la langue et la culture arabes. En plus de sa carrière de professeur, c'est un écrivain prolifique et son exil devient une source de création qui enrichit son œuvre et sa langue. Il fait aussi de la traduction d'autres auteurs de l'arabe vers le français dont certains viennent de Tunisie et de Palestine. Il traduit aussi certaines de ses propres œuvres écrites en français vers l'arabe. Lors d'une lecture de poésie aux Beaux-Arts, il fait la rencontre de la peintre Annick Le Thoër qui devient son épouse. À partir de 1984, le couple passe leurs vacances en bord de mer à Pouldu. Ce n'est qu'en 1989 que Tahar Bekri peut retourner sur sa terre natale, deux ans après la fin du régime de Bourguiba.
En 1993, il devient membre de l'Union des écrivains tunisiens et reçoit la même année l'ordre du Mérite culturel de la République tunisienne.
En octobre 2018, Tahar Bekri est récompensé du Prix international de littérature francophone Benjamin Fondane.  L'année suivante, on lui décerne le prix du rayonnement de la langue et de la littérature françaises de l'Académie française et, en mai 2022, il devient membre de la plus ancienne académie de poésie en France (fondée en 1323), l'Académie des Jeux floraux.

Comme citoyen et poète, sensible aux causes humanitaires, il est lié à beaucoup de mouvements sociaux : il prend part à des manifestations, signe des pétitions et préconise le dialogue entre le Maghreb et l'Afrique subsaharienne. Même s'il est retraité de l'enseignement, il continue à être un témoin de son temps. C'est ainsi qu'en avril 2024, à la suite de la mort de sept travailleurs humanitaires dans la bande de Gaza, il publie le poème Ils étaient sept : 
…

Ils étaient sept 

Étrangers travailleurs humanitaires  

Ils ne savaient que leurs jours 

Étaient courts 

Ni que leurs agresseurs étaient sourds

…
Tahar Bekri se considère comme un poète tunisien qui écrit autant en arabe qu'en français. Il est considéré comme l'une des voix importantes de la littérature nord-africaine.

## Œuvres
Tahar Bekri est auteur d'une trentaine d'œuvres qui inclut des recueils de poésie, des essais, des critiques d'art et des livres d'art réalisés en collaboration avec d'autres artistes. Son œuvre est marquée par « des élans révolutionnaires et par la recherche et l'évocation par l'auteur d'un ailleurs ».
En tant que réfugié en France, il apprend l'éloignement, le manque des siens et de sa terre natale et son exil devient une source de créativité qui enrichit la langue.

### Poésie
La poésie de Tahar Békri traite principalement de l'exil et de l'errance, du voyage et des espaces à réinventer toujours en quête qu'il est de mondes nouveaux, en marche vers la modernité. Elle porte aussi les traces de plusieurs de ses voyages comme dans les Antilles, la Scandinavie, l'Algérie, etc. Tahar Bekri dit : « Le rêve du poète est d'empêcher la laideur, d'être la sentinelle du dialogue humain… Je considère l'utopie, le songe comme le rêve nécessaires à l'humain. Les rêves sont des songes, c'est-à-dire des visions, au sens shakespearien du terme ».
- Le Laboureur du soleil suivi de Les Grappes de la nuit, Paris, Silex, 1983 (réimpr. Paris, L'Harmattan, 1991) (ISBN 978-2903871291).
- Le Chant du roi errant, Paris, Éditions L'Harmattan, 1985 (ISBN 978-2858025220).
- Le Cœur rompu aux océans, Paris, Éditions L'Harmattan, 1988 (ISBN 978-2738400086).
- (ar) قصائد إلى سلمى [« Poèmes à Selma »], Rotterdam, Hiwar,‎ 1989 (réimpr. Paris, L'Harmattan, 1991).
- La Sève des jours, Paris, Sonore Artalect, 1991. CD
- Les Chapelets d'attache, Paris, Amiot Lenganey, 1993 (réimpr. Paris, L'Harmattan, 1994).
- Poèmes à Gaston Miron, Montpellier, La Séranne, 1996. Livre d'artiste, avec des peintures de Jean-Luc Herman
- (ar) مذكرات الثلج و النار [« Journal de neige et de feu »], Tunis, L'Or du Temps,‎ 1997.
- Les Songes impatients, Montréal, L'Hexagone, 1997 (réimpr. Nancy, ASPECT, 2004) (ISBN 2890065685).
- L'Horizon incendié, Neuilly-sur-Seine, Al Manar, 2002 (ISBN 978-2913896154).
- (ar + fr + en) Le Vent sans abri, Paris, Signum, 2002. Livre d'artiste, avec des peintures de Wanda Mihuleac et calligraphies d'Abderrazak Hamouda
- (ar + fr) Afghanistan, Paris, Les Petits classiques du grand pirate, 2002. Livre d'artiste avec Michel Mousseau
- La Brûlante rumeur de la mer, Neuilly-sur-Seine, Al Manar, 2004 (ISBN 978-2913896253). Interventions plastiques de Joël Leick
- Si la musique doit mourir, Neuilly-sur-Seine, Al Manar, 2006 (ISBN 978-2913896406). Peintures de Francesca Brenda-Mitterrand
- Les dits du fleuve, Neuilly-sur-Seine, Al Manar, 2009 (ISBN 978-2913896673). Interventions de Joël Leick
- Je te nomme Tunisie, Neuilly-sur-Seine, Al Manar, 2011 (ISBN 978-2913896949).
- (ar + fr + en + de + br + ga) Si la musique doit mourir, Plougasnou, Goasco, 2011. CD de poésie et musique de Pol Huellou
- (ar + fr) Au souvenir de Yunus Emre, Tunis, Éditions Elyzad, 2012 (ISBN 978-9973580481).
- La nostalgie des rosiers sauvages, Neuilly-sur-Seine, Al Manar, 2014 (ISBN 9791090836310). Acryliques d'Annick Le Thoër
- Mûrier triste dans le printemps arabe, Neuilly-sur-Seine, Al Manar, 2016 (ISBN 978-2364260641). Acryliques de Jean-Michel Marchetti
- Les arbres m'apaisent, Neuilly-sur-Seine, Al Manar, 2017. Livre d'artiste avec des peintures acryliques d'Annick Le Thoër
- Désert au crépuscule, Neuilly-sur-Seine, Al Manar, 2018 (ISBN 978-2364262218). Couverture d'Abdallah Sadouk
- Par-delà les lueurs, Neuilly-sur-Seine, Al Manar, 2021 (ISBN 978-2364262836). Peintures d'Annick Le Thoër
- Chants pour la Tunisie, Neuilly-sur-Seine, Al Manar, 2023 (ISBN 978-2364263147).
- Chants pour la Tunisie, Tunis, Arabesques, 2023 (ISBN 978-9938077520).
- Mon pays, la braise et la brûlure, Bruxelles, Edern, 2025 (ISBN 978-2390751502).

### Essais
- Malek Haddad, l'œuvre romanesque : pour une poétique de la littérature maghrébine de langue française, Paris, Éditions L'Harmattan, 1986 (ISBN 978-2858026784).
- « Littérature de Tunisie », Europe, no 702,‎ octobre 1987 (ISSN 0014-2751).
- Littératures du Maghreb : bibliographie sélective, Paris, CLEF, 1989.
- Littératures de Tunisie et du Maghreb, Paris, Éditions L'Harmattan, 1994 (ISBN 978-2738428165).
- De la littérature tunisienne et maghrébine et autres textes, Paris, Éditions L'Harmattan, 1999 (ISBN 978-2738484451).
- Marcher sur l'oubli, Paris, Éditions L'Harmattan, 2000 (ISBN 978-2738491800).Entretiens avec Olivier Apert suivi de poèmes et textes
- « En guise de préface à la littérature tunisienne », Siècle 21, no 21,‎ 2012 (ISSN 1637-3480).
- Poésie de Palestine, Neuilly-sur-Seine, Al Manar, 2013 (ISBN 9791090836198).Anthologie traduite de l'arabe et de l'anglais
- Poètes tunisiens : textes choisis, traduits de l'arabe, Tunis, Nehed, 2025 (ISBN 978-9909984307).
- Le battement des années, Neuilly-sur-Seine, Al Manar, 2025 (ISBN 978-2364264267).

### Création en prose
- « Étés d'ombre et de lumière », dans Dernières nouvelles de l'été, Tunis, Éditions Elyzad, 2005 (ISBN 978-9973580009).
- Le Livre du souvenir, Tunis, Éditions Elyzad, 2007 (ISBN 978-9973580061).
- « Je revois ma mère », dans Ma mère, Montpellier, Chèvrefeuille étoilée, 2008 (ISBN 978-2914467452).
- « Trois villes pour un volcan sous la mer », dans Enfances tunisiennes, Tunis, Éditions Elyzad, 2010 (ISBN 978-9973580320).
- Salam Gaza, Tunis, Éditions Elyzad, 2010 (ISBN 978-9973580276).
- Le livre du souvenir, Tunis, Éditions Elyzad-Poche, 2016 (ISBN 978-9973580832).

### Œuvres traduites
- (de) Holger Fock, Zwischen Fundamentalsmus und Moderne Literatur aus dem Maghreb, Hambourg, Rowohlt (no 33), 1994 (ISBN 3498038842).
- (en) Mary Ann Caws, French Poetry : The Yale Anthology of Twentieth-Centery, New Haven, Yale University Press, 2004 (ISBN 978-0300143188).
- (pt) Bernardette Capelo, « Tahar Bekri, poesia traduçao par portugues », Di Verso, no 33,‎ 2021-2022 (ISSN 1645-474X).
- (tr) Necla Isik, Gezgin Kralin Turkusu [« Le Chant du roi errant »], Istanbul, BDS Yayinlari, 1996.
- (it) Manuella Raccanello, Il rosario degli affetti [« Les Chapelets d'attache »], Rome, Bulzoni Editore, 1997 (ISBN 8883190211).
- (en + fr) Patrick Williamson, Unknown Seasons [« Saisons inconnues »], Paris, Éditions L'Harmattan, 2000 (ISBN 2738484441).
- (en) Margaret Obank (en) et Samuel Shimon (en), A crack in the Wall, New Arab Poetry, Londres, Saqi Books, 2001.
- (es) Leonor Merino, Los Suenos impacientes [« Les Songes impatients »], Madrid, Huerga & Fierro Editores, 2002 (ISBN 8483743477, OCLC 51667032).
- (ru) Svetlana Prozhogina et Olga Vlassova, Поэзия Тахара Бекри [« Poésie de Tahar Bekri »], Moscou, Académie des sciences/Institut de l'Orient,‎ 2002 (ISBN 5892822001).
- (en) Patrick Williamson, The Parley Tree, Poets From French-Speaking Africa & The Arab Word, Todmorden, Arc Publications (en), 2012 (ISBN 978-1906570613).
- (tr) Medine Sivri et Metin Cengiz, Sabırsız Düşler [« Les Songes impatients »], Istanbul, Siir, 2012 (ISBN 978-6056258398).
- (en) David Constantine (en) et Helen Constantine, Transplants in Modern Poetry in Translation, Oxford, The Queen's College (no 13).
- (is) Por Stefansson, Mennska i Myrkrinu, Reykjavik, Oddur, 2014 (ISBN 978-9979992585).
- (en + fr) Peter Thomson, The desert at dusk [« Désert au crépuscule »], New York, Contra Mundun Press, 2025 (ISBN 978-1940625782).